# Edviges de Holsácia-Gottorp
Edviges Isabel Carlota (Eutin, 22 de março de 1759 – Estocolmo, 20 de junho de 1818) foi a esposa do rei Carlos XIII & II e rainha consorte da Suécia de 1809 até 1818, e também rainha consorte da Noruega entre 1814 e 1818. Era filha de  Frederico Augusto I, Duque de Oldemburgo, e sua esposa Ulrica Frederica de Hesse-Cassel.

## Duquesa real
O príncipe Carlos viu-a pela primeira vez em Eutin, em 1770 e disse que era bonita. O casamento foi sugerido em 1772 e a cerimónia aconteceu em Wismar no dia 21 de junho de 1774: chegou à Suécia no dia 3 de junho. A cerimónia foi muito luxuosa; Edviges chegou de gôndola  a Estocolmo no dia 7 de junho e a cerimónia aconteceu na mesma noite, sendo seguida por um baile de máscaras em Kungsträdgården. Todos repararam na sua beleza (a sua cintura media apenas 48 centímetros e calçava o número 31) e, como o casamento do monarca ainda não tinha sido consumado ao fim de nove anos, havia esperança de que ela desse herdeiros ao trono.
Em janeiro de 1775 havia sinais de que ela poderia estar grávida. Havia esperanças de que a questão da sucessão ficasse resolvida e organizaram-se missas por todas as igrejas. Contudo, cedo se provou que os sinais eram falsos. As notícias sobre a gravidez falsa também fizeram o rei decidir-se a consumar o seu casamento e fornecer o herdeiro pessoalmente.
Edviges fez muito sucesso devido à sua personalidade alegre e tornou-se o centro da corte real onde era chamada de "pequena duquesa" e era notada pela sua beleza e vivacidade, perspicácia e facilidade de conversa. Com estas qualidades, preenchia o ideal da época e é mais notada na História pelo seu papel na corte de Gustavo III do que no seu tempo como rainha. Ao contrário da tímida rainha, Sofia Madalena da Dinamarca, a "Duquesa Lota" era vivaz, espirituosa e namoradeira e, em muitos sentidos, o centro feminino da corte.
Participou também em teatro amador que era uma parte importante da corte real no reino de Gustavo III, tanto como actriz, como dançarina. Alguns viram os seus passos de dança como escandalosos, uma vez que as bailarinas desta época eram vistas como prostitutas. Depois de ser alvo de críticas que acusavam a ela e à princesa Sofia Albertina de distraírem o rei dos assuntos de estado através da procura de prazer, retirou-se do palco em 1783.
O seu casamento era distante e tanto ela como o marido tiveram casos extra-conjugais. Carlos prestava mais atenção às suas amantes do que à esposa; à altura do casamento, ele estava numa relação com Augusta de Fense. Entre os seus alegados amantes conta-se Axel de Ferse, um possível amante de Maria Antonieta. A sua amizade íntima com a condessa Sofia de Ferse deu origem a rumores sobre a sua bissexualidade que, verdadeiros ou falsos, se viriam a repetir ao longo da sua época como duquesa real com testemunhos de Francisco de Miranda em 1876 depois por Frederica de Bade. Os rumores sobre os seus casos extra-conjugais tiveram muita atenção durante a sua gravidez em 1797.
Edviges mostrava-se indiferente às infidelidades do marido, uma vez que estas lhe davam a oportunidade de viver mais livremente. Chegou mesmo a expressar a sua frustração com a falta de amantes do marido, o que fazia com que ele lhe prestasse mais atenção e formula-se mais suspeitas e acusações em relação a ela: Enquanto ele teve amantes, as coisas estavam melhores, mas desde que a última foi exilada por se ter permitido a ser insolente com o rei, e ele ainda não arranjou outra, o temperamento dele tem piorado e eu tenho de passar diariamente por acessos de raiva por causa disto, algo que até chegou a acontecer em frente dos empregados. Esta hostilidade tem vindo a crescer tanto ao longo do inverno que estou a atingir o limite da minha paciência. Expressou também a sua opinião sobre o amor e a sexualidade quando Gustavo III se recusou a destruir documentos sobre o alegado caso da sua falecida mãe com o conde Gustav Tessin, e fez comentários sobre a sua dupla sexualidade:
Como é triste ter um coração gentil, pois uma natureza gentil é uma desventura, assim como uma bênção e ninguém consegue resistir ao poder do amor (…) Sim, nada é mais verdadeiro do que a legenda escrita sob a imagem de Eros: 'Aqui está o teu verdadeiro mestre, Ele é, Ele foi, e Ele sempre será.' Há que admitir a desventura das mulheres: enquanto os homens têm a sua completa liberdade, ela tem sempre o fardo do preconceito e das circunstâncias. (…) Estou convencida de que a maioria das mulheres não pediria nada mais do que serem transformadas em homens, para que se pudessem libertar das suas obrigações infelizes e desfrutar da plena liberdade.
Em 1782, foi mediadora na reconciliação entre Gustavo III e a sua mãe, Luísa Ulrica, após os dois terem estado em conflito desde 1778, quando a rainha-mãe apoiou o rumor de que o príncipe-herdeiro era ilegítimo, sendo filho do conde Adolfo Frederico Munck de Fulkila.
Em 1792, o seu marido tornou-se regente durante a menoridade do seu sobrinho, Gustavo IV Adolfo. O verdadeiro poder estava nas mãos do seu favorecido conde Gustavo Adolfo Reuterholm, e ela não teve qualquer influência durante a regência. Em 1798-99 o casal fez uma viagem à Alemanha e à Áustria, visitando Carlsbad, Berlim, Viena e Hamburgo. Em 1800, o casal ducal fundou um teatro amador da corte, Dramatiska akademien, mas foi fechado pelo rei.
Em 1803, o caso Boheman causou um conflito sério entre Gustavo IV Adolfo e o casal ducal. O místico Karl Adolf Boheman tinha-lhes sido apresentado pelo conde Magnus Stenbock em 1793, e obteve grande influência ao prometer que revelaria os segredos científicos do culto. Boheman introduziu-os a uma sociedade secreta e fundou aquilo que descreveu como um ramo da Maçonaria em 1801, onde ambos os sexos eram aceitos como membros, e foi apresentado aos condes e condessas de Ruuth e Brahe, bem como à mãe da rainha. Boheman foi preso durante uma tentativa de recrutar o monarca que o acusou de compromissos revolucionários e expulsou-o. O casal ducal foi indicado para uma investigação informal ordenada pelo rei e a duquesa foi interrogada na presença do conselho real.

## Rainha consorte

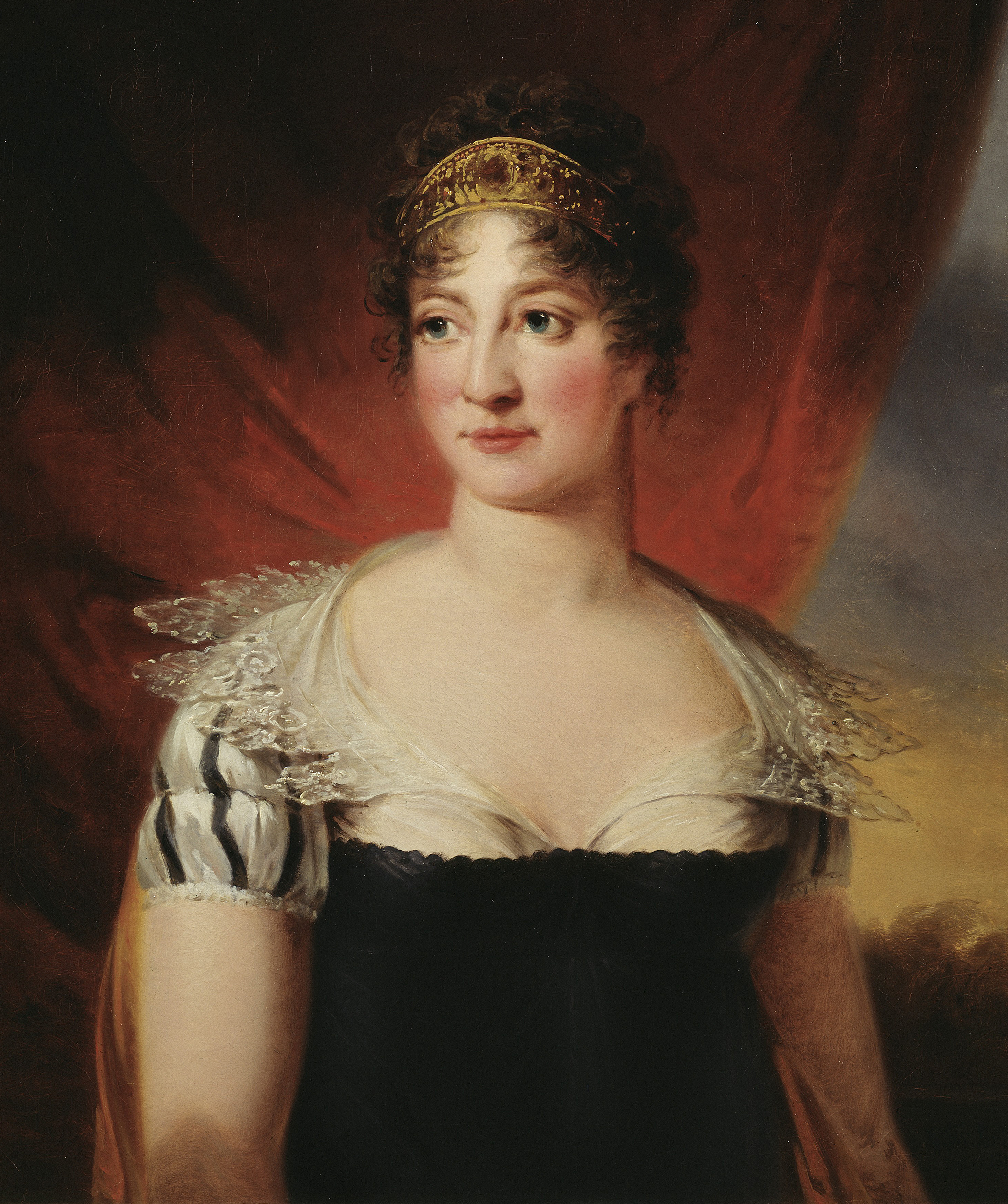
Edviges
Por Carl Frederik von Breda, 1814, Museu Nacional de Belas-Artes da Suécia

Em 1809, o casal ducal subiu ao trono após um golpe aristocrático que depôs o rei. Durante o golpe, ela afirmou: Não tenho desejo de ser rainha! e depois sentiu-se envergonhada por tomar o lugar de outra pessoa.
Quando o seu marido foi informado de que era rei, ela disse-lhe que seria a sua conselheira de confiança, mas que ficaria afastada dos assuntos de estado. Durante o reinado de Carlos, ela ia ter com ele ao quarto todas as manhãs para falar. Foi coroada com o rei no dia 29 de junho de 1809. Na coroação, foi descrita como graciosa e digna sem perder a sua vivacidade e alegria habituais.
A rainha Edviges organizou uma tertúlia, a chamada "mesa verde" onde as mulheres discutiam política enquanto cosiam. Depois de ver uma actuação de Carlota Seurling, uma artista musical cega, deu-lhe protecção e enviou-a para a universidade dos cegos e surdos que tinha sido aberta por Per Aron Borg e era a primeira do género na Suécia. Também reabriu a Ópera Real Sueca, em Estocolmo.

### Influência política
Apesar de o negar pessoalmente, as pessoas do seu tempo acreditavam que a rainha exercia uma grande influência política.
Sentia empatia pela antiga rainha, Frederica de Baden, e visitava-a quando esta estava em prisão domiciliária. Fez tudo o que pôde pela libertação da antiga família real, e conseguiu obter permissão para que o antigo rei se juntasse à sua família, que tinha sido colocada num palácio diferente.
Durante as negociações para a sucessão do trono, apoiou o partido gustavino, que queria ver o filho do rei deposto, o antigo príncipe-herdeiro Gustavo, reconhecido como herdeiro do trono. Durante um jantar, o general barão Georg Adlersparre disse-lhe que João Batista Bernadotte lhe tinha perguntado se o seu marido tinha qualquer problema e ficou interessado quando descobriu que não. Quando ela lhe disse que o trono tinha um herdeiro na figura do filho do rei deposto, Adlersparre afirmou que nenhum dos investigadores do golpe iria aceitar isso, uma vez que temiam que o rapaz quisesse vingar o pai e chegaram ao ponto de recuperar o velho rumor de que o rei deposto era filho ilegitimo da rainha Sofia Madalena e do conde Adolf Frederik Munck af Fulkila.
Os candidatos para a posição de herdeiro do trono eram o general francês João Batista Bernadotte, o príncipe Pedro de Holsácia-Gottorp e o príncipe dinamarquês Carlos Augusto de Augustemburgo. Edviges estava receosa em relação aos três, uma vez que temia ver a Suécia anexada ao Império Francês, ao Império Russo (uma vez que Pedro de Holsácia era casado com uma russa) ou à Dinamarca. Durante uma conversa no jardim com Adersparre, afirmou: Estou muito feliz sendo sueca e não gostaria de me tornar francesa, russa ou dinamarquesa. Augustemburgo acabou por ser o escolhido. Era esperado que entregasse a Noruega à Suécia como forma de substituir a perda da Finlândia.
Não se sabe se ela teve qualquer influência após a reforma constitucional de 1809, apesar de se saber que ela a tinha discutido com vários homens de estado. Afirmou que não gostava de divisões partidárias nem de monarquias absolutas e que desejava que fosse o povo a decidir os assuntos que os afectavam através de "representantes eleitos".
Antes da chegada de Augustemburgo, o rei sofreu um ataque cardíaco que o impediu de continuar a reinar, altura na qual Edviges começou a substituí-lo no conselho de estado. O partido gustavino pediu-lhe que aceitasse o posto de regente, excluísse Augustemburgo da sucessão e nomeasse o antigo príncipe-herdeiro Gustavo o seu herdeiro.